# Тектонічне районування
Тектонічне районування (рос. тектоническое районирование, англ. tectonic zoning, нім. tektonische Rayonierung f)  –  виділення великих елементів земної кори за геологоструктурними ознаками. Широко використовується для виявлення закономірностей розміщення корисних копалин у надрах. Застосовується при металогенічних дослідженнях, у нафтовій та вугільній геології. При Т.р. враховують такий ряд супідрядних структур.
Для материків: геосинклінальні складчасті рухомі пояси, складчасті області, складчасті системи, мегаантиклінорії і мегасинклінорії, антиклінорії і синклінорії, серединні масиви, міжгірні прогини, орогенні западини, групи платформ (древні і молоді), плити, антеклізи і синеклізи, мегавали і вали, платформні западини, внутрішньоплатформі рифти, крайові, перикратонні і пригеосинклінальні прогини, авлакогени. Активні структури: епіплатформні орогенні пояси, вулканогенні пояси, брилові, склепінчасті і склепінчасто-брилові підняття, накладені западини (ґрабен-синкліналі), локальні вулканоструктури.
Для перехідної зони між материком і океаном: материковий схил, котловини околичних морів, острівні дуги, глибоководні жолоби.
Для океанів: таласократони (океанічні платформи), серединно-океанічні рухливі пояси, океанічні вали, океанічні плити, внутрішньоокеанічні вулканогенні пояси. 